# Вуйна
Ву́йна, також ву́йчина — тітка, сестра матері або дружина вуйка (материного рідного брата), оскільки мамин брат для її дітей вуйко, то його дружина — вуйна. Слово поширене на Закарпатті та Прикарпатті.
Батьків брат називається стрий, а його дружина — стрийна. Мамина або батькова сестра називається тітка, тета, або цьоця, а її чоловік вуйком, дідом або дядьком.